# Crabtree
Crabtree és una concentració de població designada pel cens dels Estats Units a l'estat de Pennsilvània. Segons el cens del 2000 tenia 320 habitants.

## Demografia
Segons el cens del 2000, Crabtree tenia 320 habitants, 147 habitatges, i 98 famílies. La densitat de població era de 1.235,5 habitants per quilòmetre quadrat.
Dels 147 habitatges en un 19,7% hi vivien nens de menys de 18 anys, en un 51% hi vivien parelles casades, en un 8,8% dones solteres, i en un 33,3% no eren unitats familiars. En el 29,3% dels habitatges hi vivien persones soles el 18,4% de les quals corresponia a persones de 65 anys o més que vivien soles. El nombre mitjà de persones vivint en cada habitatge era de 2,16 i el nombre mitjà de persones que vivien en cada família era de 2,61.
Per edats la població es repartia de la següent manera: un 15,9% tenia menys de 18 anys, un 5,3% entre 18 i 24, un 27,2% entre 25 i 44, un 22,5% de 45 a 60 i un 29,1% 65 anys o més.
L'edat mediana era de 46 anys. Per cada 100 dones de 18 o més anys hi havia 100,7 homes.
La renda mediana per habitatge era de 28.676 $ i la renda mediana per família de 33.804 $. Els homes tenien una renda mediana de 28.000 $ mentre que les dones 17.009 $. La renda per capita de la població era de 18.613 $. Entorn del 5,3% de les famílies i el 5,9% de la població estaven per davall del llindar de pobresa.

## Poblacions més properes
El següent diagrama mostra les poblacions més properes.